# Roberto Olabe (footballeur, 1996)
Pour les articles homonymes, voir Roberto Olabe (football, 1967) et Olabe.
Roberto Olabe del Arco, né le 5 mai 1996 à Salamanque, est un footballeur espagnol évoluant au poste de milieu de terrain au CD Tondela, prêté par la SD Eibar .

## Biographie

### Début de carrière
Olabe voit le jour à Salamanque en mai 1996. Il est le fils de l'ancien gardien de but professionnel Roberto Olabe. Le jeune garçon suit une formation au club basque de la Real Sociedad. Il débute avec l'équipe C en 2014 avant d'être promu en équipe B. En 2016, Olabe rejoint le Villarreal C. La même année, il est transféré à l'Atlético de Madrid mais évolue dans un premier temps avec l'équipe réserve. Il y engrange de l'expérience, accumulant une cinquantaine de matchs pour quatre buts.

### Atlético de Madrid
Olabe joue son premier match professionnel le 30 novembre 2016 en remplaçant Ángel Correa lors d'une rencontre de Coupe d'Espagne. Après cela, Olabe est de temps en temps sur le banc des remplaçants au cours de la saison 2017-2018 mais Diego Simeone ne compte pas sur lui. L'Atlético remporte la Ligue Europa en 2018 aux dépens de l'Olympique de Marseille et Olabe obtient ainsi son premier trophée en carrière. Il est suivi d'un second après la victoire des Colchoneros à la Supercoupe de l'UEFA 2018 contre le grand rival du Real Madrid.
Olabe est logiquement prêté lors de la saison 2018-2019 à l'Extremadura UD qui évolue en Segunda División. Ce prêt est important pour le milieu qui se fait une place de titulaire. Le 21 avril 2019, Olabe marque son tout premier but lors d'une victoire 2-1 contre le Deportivo La Corogne. Sur le plan individuel, il termine sa saison avec un but et quatre passes décisives.

### SD Eibar
Revenu à l'Atlético, Olabe signe finalement à la SD Eibar en juillet 2019.
Le 4 août 2019, Olabe est prêté à l'Albacete Balompié pour une saison. 
Le 23 janvier 2020, Olabe revient en prêt jusqu'à la fin de la saison à l'Extremadura UD.

## Statistiques
| Saison                | Club                     | Championnat           | Championnat | Championnat | Championnat | Coupe(s) nationale(s) | Coupe(s) nationale(s) | Coupe(s) nationale(s) | Compétition(s) continentale(s) | Compétition(s) continentale(s) | Compétition(s) continentale(s) | Compétition(s) continentale(s) | Total | Total | Total |
| Saison                | Club                     | Division              | M.          | B.          | P.d.        | M.                    | B.                    | P.d.                  | Comp.                          | M.                             | B.                             | P.d.                           | M.    | B.    | P.d.  |
| 2016-2017             | Atlético de Madrid       | Liga                  | 0           | 0           | 0           | 1                     | 0                     | 0                     | -                              | -                              | -                              | -                              | 1     | 0     | 0     |
| 2017-2018             | Atlético de Madrid       | Liga                  | 0           | 0           | 0           | 0                     | 0                     | 0                     | C1+C3                          | 0                              | 0                              | 0                              | 0     | 0     | 0     |
| Sous-total            | Sous-total               | Sous-total            | 0           | 0           | 0           | 1                     | 0                     | 0                     | -                              | -                              | -                              | -                              | 1     | 0     | 0     |
| 2018-2019             | Extremadura UD (prêt)    | LaLiga 2              | 33          | 1           | 4           | 1                     | 0                     | 0                     | -                              | -                              | -                              | -                              | 34    | 1     | 4     |
| Sous-total            | Sous-total               | Sous-total            | 33          | 1           | 4           | 1                     | 0                     | 0                     | -                              | -                              | -                              | -                              | 34    | 1     | 4     |
| 2019-2020             | SD Eibar                 | Liga                  | 0           | 0           | 0           | 0                     | 0                     | 0                     | -                              | -                              | -                              | -                              | 0     | 0     | 0     |
| Sous-total            | Sous-total               | Sous-total            | 0           | 0           | 0           | 0                     | 0                     | 0                     | -                              | -                              | -                              | -                              | 0     | 0     | 0     |
| 2019-2020             | Albacete Balompié (prêt) | LaLiga 2              | 16          | 0           | 0           | 2                     | 0                     | 0                     | -                              | -                              | -                              | -                              | 18    | 0     | 0     |
| 2019-2020             | Extremadura UD (prêt)    | LaLiga 2              | 10          | 0           | 0           | 0                     | 0                     | 0                     | -                              | -                              | -                              | -                              | 10    | 0     | 0     |
| Sous-total            | Sous-total               | Sous-total            | 26          | 0           | 0           | 2                     | 0                     | 0                     | -                              | -                              | -                              | -                              | 28    | 0     | 0     |
| Total sur la carrière | Total sur la carrière    | Total sur la carrière | 59          | 1           | 4           | 4                     | 0                     | 0                     | -                              | -                              | -                              | -                              | 63    | 1     | 4     |

## Palmarès
À l'Atlético de Madrid, Olabe remporte ses premiers trophées en club en 2018 en soulevant la Ligue Europa puis la Supercoupe de l'UEFA.